# Marzieh Hamidi
Pour les articles homonymes, voir Hamidi.
Marzieh Hamidi, née en Iran en 2002, est une taekwondoïste afghane.

## Biographie
Marzieh Hamidi est née en Iran. Après être retournée en Afghanistan, à l'arrivée des talibans au pouvoir en 2021 elle se réfugie en France. Féministe engagée, elle fait l'objet de menaces de la part des talibans.
En octobre 2023, elle reçoit avec la joueuse d'échecs iranienne Mitra Hejazipour la médaille d'honneur de l'Assemblée nationale des mains du député Hadrien Ghomi.
Après avoir dénoncé le sort des femmes en Afghanistan dans une vidéo postée sur les réseaux sociaux, elle reçoit des menaces par téléphone par milliers et dépose une plainte en septembre 2024.
Elle publie en 2025 chez Robert Laffont un livre intitulé Ils n'auront pas mon silence.

## Parcours sportif
Elle s'entraîne à Vincennes, à l'INSEP, avec l'équipe de France, en vue de participer aux Jeux olympiques d'été de 2024 à Paris dans l'équipe des réfugiés, dans la catégorie des moins de 57 kg,.